# Karl Schott
Karl Schott (Vienna, 11 agosto 1906 – 18 luglio 1985) è stato un calciatore austriaco, di ruolo difensore.

## Carriera

### Club
Ha sempre giocato nel campionato austriaco.

### Nazionale
Ha collezionato 10 presenze con la Nazionale austriaca.

## Palmarès

### Club
- Campionato austriaco: 2

Admira Vienna: 1926-1927, 1927-1928